# Epiteli columnar pseudostratificat
Un epiteli pseudoestratificat és un tipus d'epiteli que, tot i que comprèn només una sola capa de cèl·lules, té els nuclis cel·lulars posicionats d'una manera que suggereix un epiteli estratificat. Com que poques vegades es presenta com a epiteli escatós o cúbic, se sol considerar sinònim del terme epiteli columnar pseudostratificat.
El terme pseudoestratificat es deriva de l'aparició d'aquest epiteli en una secció que transmet la impressió errònia (pseudo significa gairebé o s'aproxima) que hi ha més d'una capa de cèl·lules, quan en realitat es tracta d'un veritable epiteli simple ja que totes les cèl·lules descansen sobre la membrana basal. Els nuclis d’aquestes cèl·lules, però, estan disposats a diferents nivells, creant així la il·lusió d’estratificació cel·lular. No totes les cèl·lules ciliades s'estenen a la superfície luminal; aquestes cèl·lules són capaces de dividir-se i proporcionar substitucions a les cèl·lules perdudes o danyades.
Funció dels epitelis pseudostratificats és la secreció o l'absorció. Si un exemplar sembla estratificat però té cilis, aleshores es tracta d’un epiteli ciliat pseudostratificat, ja que els epitelis estratificats no tenen cilis.